# Stenoparmena
Stenoparmena – rodzaj chrząszczy z rodziny kózkowatych i podrodziny zgrzypikowych.

## Zasięg występowania
Przedstawiciele tego rodzaju występują w RPA.

## Systematyka
Do Stenoparmena należą 4 gatunki:
- Stenoparmena crinita
- Stenoparmena ferruginea
- Stenoparmena grobbelaarae
- Stenoparmena nigra.